# Kanton Ouistreham
Kanton Ouistreham (fr. Canton d'Ouistreham) je francouzský kanton v departementu Calvados v regionu Normandie. Od roku 2015 se skládá ze 11 obcí, do té doby byl tvořen 7 obcemi.

## Obce kantonu
- Bénouville
- Biéville-Beuville
- Blainville-sur-Orne
- Cambes-en-Plaine
- Colleville-Montgomery
- Hermanville-sur-Mer
- Lion-sur-Mer
- Mathieu
- Ouistreham
- Périers-sur-le-Dan
- Saint-Aubin-d'Arquenay

## Obce kantonu (do roku 2015)
- Bénouville
- Biéville-Beuville
- Blainville-sur-Orne
- Colleville-Montgomery
- Ouistreham
- Périers-sur-le-Dan
- Saint-Aubin-d'Arquenay